# Biotska raznovrstnost
Biotska raznovrstnost ali biotska pestrost, tudi biološka raznovrstnost ali s tujko biodiverziteta, je stopnja raznolikosti vseh oblik življenja v nekem okolju, bodisi ekosistemu, biomu ali celotni Zemlji. Biotska raznovrstnost se nanaša na vrste, njihove genetske lastnosti in ekosisteme. Poenostavljeno gledano gre za število različnih vrst organizmov, ki živijo v določenem prostoru in raznolikost ekosistemov nekega območja.
Beseda biodiverziteta je sestavljenka iz »bio« (iz grškega bios – življenje) in »diverziteta« (iz angleške diversity – raznovrstnost). Dobeseden prevod bi bil torej »raznovrstnost življenja«. V anglosaškem svetu pogosto govorijo o »biološki raznovrstnosti« (biological diversity), v slovenščini pa je priporočen izraz »biotska raznovrstnost«.
Je relativno nov pojem, ki so ga prvič uporabili šele leta 1986. Odtlej, še posebej pa po sprejetju konvencije o biotski raznovrstnosti v Riu de Janeiru leta 1992, se je število temeljnih raziskav na tem področju znatno povečalo, vzporedno pa so se zvrstile številne študije o ravnanju z biodiverziteto. Leto 2010 je bilo razglašeno za mednarodno leto biotske raznovrstnosti.
Biotska raznovrstnost s stališča človeka omogoča smotrno izrabo bioloških virov (za hrano, farmacevtska sredstva, turizem) in razumevanje pomena posameznih ekosistemov v biosferi. Hkrati pa je védenje o biodiverziteti pomembno, ker daje argumente za učinkovito varstvo narave.

## Etimologija
Izraz "biološka diverziteta" (ang. biological diversity) je prvi uporabil okoljevarstvenik Raymond F. Dasmann leta 1968 v knjigi A Different Kind of Country. Izraz je bil široko sprejet šele po več kot desetletju, ko je leta 1980 prišel v splošno rabo v znanstveni in okoljski politiki. Thomas Lovejoy je v predgovoru knjige Conservation Biology izraz vpeljal tudi v znanstveni skupnosti. Do takrat je bil v uporabi izraz "naravna pestrost" (ang. natural diversity), ki ga je vpeljala The Science Division of The Nature Conservancy v študiji leta 1975, "The Preservation of Natural Diversity".
Leta 1988 sta entomolog E. O. Wilson in F.M.Peter, po srečanju ameriškega državnega foruma v Washingtonu (National Forum on Biological Diversity, 1986) in pod pokroviteljstvom ameriške Državne akademije za znanost in umetnost in Ustanove Smithsonian, izdala zbornik BioDiversity, ki je takoj postal prodajna uspešnica.

## Ravni biotske raznovrstnosti
Biotska raznovrstnost je bogastvo celotne biosfere, ki se odraža v genetski raznovrstnosti organizmov, v različnosti vrst živih bitij in v raznovrstnosti sistemov, ki jih organizmi sestavljajo. Ker je biotska raznovrstnost kompleksna, se jo lahko razstavi na več enot – pri tem se izhaja iz koncepta hierarhične organizacije življenja od molekule do celotne biosfere.

### Vrstna raznolikost
Vsaka vrsta živih bitij, ki jo je znanost prepoznala kot samostojno enoto, je označena z dvočlenskim znanstvenim imenom. Od leta 1753, ko je švedski naravoslovec Carl Linne prvič uporabil takšen sistem poimenovanja, se je nabralo več kot milijon in pol vrstnih imen. Vrstna diverziteta po Zemlji ni enakomerno razporejena. Za nekatera območja je značilna posebno velika koncentracija vrst. Takšnim območjem pravimo vroče točke biodiverzitete Vrstno diverziteto izražamo kot število vrst na enoto površine.

### Genetska raznolikost
Vsako živo bitje nosi v svoji DNK informacije, ki ga določajo kot posameznika (barva, vedenjski odziv ...). Segmentu DNK, ki kodira določeno lastnost, pravimo gen. Število genov v jedru je različno – bakterije jih imajo približno 1000, hišna miš pa približno 100.000. Ta celotna informacija se nahaja v vsakem celičnem jedru, celic pa ima povprečen sesalec več sto milijard. Genska pestrost zagotavlja ustrezno informacijo za delovanje življenja na vseh višjih ravhen od celice in osebka do ekosistemov in celotne biosfere.

### Ekosistemska raznolikost
Organizmi, ki medsebojno vplivajo drug na drugega, skupaj s fizičnim okoljem tvorijo ekosistem. Živa bitja zunaj ekosistemov ne morejo preživeti. Če uničimo ekosistem, bodo propadle tudi vrste. Če uničujemo vrste, ki gradijo ekosistem, s tem uničimo tudi sam ekosistem.

### Molekulska raznolikost
Leta 2003 je Anthony Campbell iz Univerze Cardiff v VB določil še četrti nivo: molekularno raznolikost.

## Biotska raznovrstnost skozi čas – evolucija
Danes živeče vrste so verjetno samo med 2 in 4 % bitij, ki so kdaj koli živela na Zemlji. Današnja biotska raznovrstnost je rezultat več milijonov let razvoja različnih življenjskih oblik. Po podatkih IUCN (2000) je okoli 11.000 vrst pred izumrtjem, za 816 taksonov pa je izumrtje v zadnjih desetletjih tudi dokazano.
Zgodovina biotske raznovrstnosti v fanerozoiku (zadnjih 540 milijonov let) se začne s hitro rastjo med kambrijsko eksplozijo – obdobje, v katerem se najprej pojavi skoraj vsako deblo večceličnih organizmov. V naslednjih 400 milijonih letih je razmolikost nevretenčarjev le malo napredovala, raznolikost vretenčarjev pa je rasla eksponentno. Ta dramatičen porast raznolikosti je zaznamovalo periodično, veliko zmanjšanje raznolikosti v razmeroma kratkem času, imenovano kot množično izumiranje. Do velikega množičnega izumiranja je prišlo, ko so v karbonu propadli pragozdovi. Proces zajame več taksonomsko različnih skupin. Najobsežnejše je bilo množično izumrtje v obdobju trias-perm, pred 251 milijoni leti. Vretenčarji so potrebovali 30 milijonov let, da si opomogli od tega dogodka. Zgodornjekredno izumiranje, v katerem so izginili dinozavri, je bilo glede na število izumrlih družin, razmeroma majhno.
Fosilni ostanki kažejo, da je v zadnjih nekaj milijonih letih prišlo do največje biotske raznovrstnosti v zgodovini. Vendar pa vsi znanstveniki ne potrjujejo takšnega pogleda, ker so podatki o ohranjenih fosilih nezanesljivi. Nekateri znanstveniki verjamejo, da današnja biotska raznovrstnost ni dosti drugačna od biotske raznovrstnosti pred 300 milijoni leti, medtem ko nekateri drugi menijo, da raznolikost fosilov odraža raznolikost življenja. Ocene sedanje svetovne makroskopske raznolikosti živalskih vrst variira od 2-10 milijonov, z najboljšo približno oceno 13-14 milijonov, velika večina katerih je členonožcev. Videti je, da se raznovrstnost nenehno povečuje v odsotnosti naravne selekcije.

## Stanje raziskanosti biotske raznovrstnosti
Aristotel (3. stol. pr. n. št.) v svojem delu Zgodovina živih bitij (Historia Animalium) omenja 520 živalskih vrst, Linnaeus (18. stol) jih navaja nekaj čez 4000. Danes se ocene o številu različnih vrst organizmov razhajajo – prevladuje mnenje, da je znanih in opisanih vrst okoli 1,75 milijona, vendar je to le manjši del. Ocenjujejo, da ni raziskanih več kot 10-15 % dejanskega števila, medtem ko nekateri menijo celo, da je ugotovljenih komaj 1-3 % vrst. Vedno več ocen se giblje okoli številke 14 milijonov vrst.

### Stanje raziskanosti biotske raznovrstnosti v Sloveniji
Posebnost biotske raznovrstnosti v Sloveniji se kaže v sorazmerno velikem številu rastlinskih in živalskih vrst, različnih ekosistemov na majhni površini (20.254 km²). Evidentiranih je bilo okoli 22.000 vrst, ki naj bi živele na tem območju. Ocenjeno število vrst pa se giblje med 50.000 in 120.000.
| Taksonomska skupina                   | Št. vrst na Zemlji | Slovenija-kopno | Slovenija-morje | Stanje raziskanosti |
| ------------------------------------- | ------------------ | --------------- | --------------- | ------------------- |
| bakterije(Bacteria+Archebacteria)     | 4670               | ?               | ?               | 1                   |
| modrozelene cepljivke (Cyanobacteria) |                    | 308             | 8               | 3                   |
| *alge* ("Phycobionta")                | 29.900             | 1050            | 178             | 3                   |
| glive ("Mycota")                      | 64.120             | 300             | ?               | 2                   |
| *lišaji* ("Lichenes")                 | 20.000             | 600             | ?               | 2                   |
| mahovi (Bryophyta)                    | 11.960             | 755             | 0               | 4                   |
| praprotnice (Pteridophyta)            | 9650               | 75              | 0               | 4                   |
| cvetnice (Spermatophyta)              | 250.000            | 3100            | ?               | 4                   |
| praživali ("Protozoa")                | 31.900             | 9               | 45              | 1                   |
| spužve (Porifera)                     | 6000               | 4               | 55              | 3                   |
| ožigalkarji (Cnidaria)                | 15.000             | 7               | 82              | 3                   |
| čaškarji (Kamptozoa)                  | 150                | 0               | 3               | 1                   |
| ploski črvi (Plathelminthes)          | 15.000             | 280             | 30              | 2                   |
| valjsti črvi (Nemathelminthes)        | 24.600             | 165             | 10              | 1                   |
| nitkarji (Nemertina)                  | 950                | 1               | 1               | 1                   |
| mehkužci (Mollusca)                   | 50.000             | 720             | 95              | 3                   |
| pršivci (Sipunculida)                 | 320                | 0               | 3               | 2                   |
| kolobarniki (Annelida)                | 18.740             | 180             | 470             | 2                   |
| nožičniki (Tardigrada)                | 530                | 50              | ?               | 2                   |
| krempljičarji (Onychophora)           | 70                 | 0               | 0               | -                   |
| pajkovci (Arachnida)                  | 73.730             | 975             | ?               | 2                   |
| morski pajki (Pycnogonida             | 1000               | 0               | ?               | 1                   |
| raki (Crustacea)                      | 55.360             | 300             | 305             | 3                   |
| stonoge (Myriapoda)                   | 13.160             | 240             | 0               | 3                   |
| žuželke (Insecta)                     | 850.000            | 10.130          | ?               | 2                   |
| iglokožci (Echinodermata)             | 6700               | 0               | 35              | 4                   |
| mahovnjaki (Bryozoa)                  | 5000               | 8               | ?               | 1                   |
| plaščarji (Tunicata)                  | 3000               | 0               | 55              | 3                   |
| ščetinočeljustnice (Chaetognatha)     | 110                | 0               | 7               | 3                   |
| obloustke (Cyclostomata)              | 73                 | 3               | 1               | 3                   |
| ribe (Pisces)                         | 21.650             | 95              | 105             | 4                   |
| dvoživke (Amphibia)                   | 4015               | 20              | 0               | 4                   |
| plazilci (Reptilia)                   | 5955               | 22              | 3               | 3                   |
| ptice (Aves)                          | 9090               | 360             | 0               | 4                   |
| sesalci (Mammalia)                    | 4215               | 75              | 4               | 4                   |
| SKUPAJ                                | okoli 1.800.000    | okoli 19.530    | 1495            |                     |

Bogastvo vrst Slovenije je najbolj izrazito zaradi majhnosti. Tako je npr. po številu višjih rastlin najbogatejša država Brazilija s 55.000 znanimi vrstami, vendar je 420-krat večja kot Slovenija s 3.100 vrstami. Glede na geografsko širino so med evropskimi državami s Slovenijo najbolj primerljiva Francija s 4.200 vrstami cvetnic, ki pa je 25-krat večja kot Slovenija, Italija (5.500; 15x), Hrvaška (2.800, 2,6x) in Romunija (3.200 vrst, 12x večja).

## Pomembnost biotske raznovrstnosti
Biotska raznolikost je pomembna iz različnih razlogov. Je intrizična vrednota, kar pomeni, da se nanaša na etično prepričanje, da je biotska raznolikost vrednota sama po sebi in ne zaradi nečesa ali nekoga. Težko jo je določiti in opisati, saj vsebuje etične in filozofske dimenzije odnosa med naravo in družbo. Ker je to naravna danost, le-to pomeni, da je ne smemo izrabljati brez ustreznega moralnega razloga, ki odtehta slabost dejanja.
Biotska raznovrstnost je temelj življenja človeštva na Zemlji, saj uravnava delovanje ekosistemov, uravnava sestavo atmosfere (razmerje med kisikom in ogljikovim dioksidom), pretvarjanje sončeve energije v kemično (hrana), itd. Ima tudi neposredne uporabne koristi kot je rast lesa in plodovi rastlin. Delujoči ekosistemi omogočajo zaščito tal pred spiranjem, samočistilno funkcijo voda, ... Prav tako pa človek potrebuje stik z ohranjeno naravo za vzpostavljanje psihičnega in fizičnega ravnovesja.

### Eksistenčni pomen
Človek je sestavni del bioloških sistemov na Zemlji in je popolnom odvisen od delovanja ekosistemov, predvsem od: 
- uravnavanja sestave atmosfere (razmerje med kisikom in ogljikovim dioksidom)
- ozonske plasti v stratosferi (zadrževanje sevanja)
- primarne produkcije (rastline pretvarjajo sončevo energijo v kemično – v hrano)
- podnebnih sprememb.

### Neposredne uporabne koristi
Človek ima neposredno uporabno korist od posameznih sestavnih delov biotske raznovrstnosti kot so rastline, les, ribe, drugih živali, plodovi rastlin, gobe. Sem štejemo tudi možnosti za raziskovanje in odkrivanje novih snovi in mehanizmov delovanja. Med neposredne uporabne funkcije sodijo predvsem biomateriali, energija in hrana.
- Rastline, ki zadovoljujejo prehranske zahteve, ponazarjajo najosnovnejšo vrednost biodiverzitete. Pestrost vrst na določenem območju omejujejo predvsem tradicija in okus, ne pa prehranska vrednost. Le ducat pridelovalnih rastlin skupno daje okoli 75% vse hrane na svetu. Z naraščanjem prebivalstva naraščajo tudi potrebe po hrani, biotska raznovrstnost pa je pomemben potencial za pridobivanje novih uporabnih vrst in sort rastlin.
- Živali prispevajo veliko manj k človekovi prehrani kot rastline. Ribe in ribji proizvodi so v večini iz naravnih virov in je hkrati ta naravni vir ključen za globalno prehransko varnost.[27]
- Les je eden od pomembnih proizvodov široke porabe in izhaja iz naravnih virov. Ekonomsko gledano je zelo pomembno blago v mednarodni trgovini.[27]
- Zdravila oz. biološko aktivne sestavine zdravil so pred razvojem moderne medicine pridobivali le iz naravnih virov in tudi danes se velik del rastlinskega materiala še vedno zbira v naravi. Le redke zdravilne vrste so kultivirane, zato so mnoge prostoživeče populacije zaradi čezmernega izkoriščanja resno ogrožene.[27]

### Posredne uporabne (ekološke) koristi
Vrste in njihove združbe opravljajo poglavitne ekološke storitve različnih tipov. Primeri ekoloških storitev so:
- Biološka produktivnost - količina organskih snovi ali njen ekvivalent v suhi snovi, ogljiku ali energii, ki se je nakopičila v določenem časovnem obdobju.[29]
- Čiščenje vode in zraka - nekatere največje narodne parke so razglasili z namenom zagotavljanja pitne vode velikim mestom v njihovi bližini. Voda, ki ves čas kroži skozi atmosfero, se na teh zavarovanih območjih prečisti v procesih, ki jih zagotavljajo živa bitja, torej biodiverziteta.[30]
- Kroženje hranil - ko se organske molekule razgradijo, se hranila vrnejo v neživi del ekosistema, od tu pa jih rastline lahko ponovno absorbirajo in vgradijo v svoje ekosisteme ali pa se uskladiščijo za daljšo dobo v nemobilni obliki.[31]
- Proizvodnja kisika
- Odstranjevanje ogljikovega dioksida,...

### Prosti čas, kulturne in estetske vrednosti
Biotska raznovrstnost bogati prostočasne dejavnosti, kot so pohodništvo, opazovanje ptic, itd. Biotska raznovrstnost navdihuje glasbenike, slikarje, kiparje, pisatelje in druge umetnike. Mnoge kulture se vidijo kot sestavni del naravnega sveta, ki od njih zahteva, da spoštujejo druge živeče organizme. Splošno razširjene dejavnosti kot so vrtnarjenje, akvaristika in zbiranje primerkov so močno odvisne od biotske raznovrstnosti.

## Ogroženost in izguba biotske raznovrstnosti
Osnovni vzrok za propadanje biotske raznovrstnosti je hitra rast človeške populacije, ki potrebuje vedno več dobrin. Človeštvo posega v okolje, spreminja in uničuje obstoječe ekosisteme, ki zato vse bolj izgubljajo biodiverziteto. Osnovni vzroki ogroženosti biotske raznovrstnosti so:
- spremebe v kmetijstvu (tehnologija, opuščanje obdelovanja manj primernih zemljišč, uporaba novih kultivarjev in hibridov, vnos alohtonih vrst, intenzivno monokulturno kmetijstvo in gozdarstvo)
- prekomerno izkoriščanje vrst, npr. za lov, nabiranje, medicino
- uničevanje naravnih bivališč (nenadzorovano širjenje urbanih naselij, uvajanje kmetijsta na območjih ohranjene narave)
- razvoj infrastrukture (gradnja avtocest)
- izsuševanje mokrišč
- onesnaževanje okolja - zraka, tal in vode z odplakami, izpuhi, pesticidi, umetnimi gnojili...
- pomanjkljivi nadzorni ukrepi in neizpolnjevanje zakonov

Najbolj kritične posledice se kažejo predvsem v fragmentaciji ekosistemov, degradaciji, poškodovanju in uničenju habitatov rastlinskih in živalskih vrst, genskem onesnaženju in uničenju vrst ter zgubljanju dednega zapisa.

### Izumiranje, ki ga povzroča človek
Na začetku človekovega vzpona je bil glavni razlog za povečano izumiranje neposreden lov. Kasneje so eksotične vrste, ki jih je v novo okolje zanesel človek, vzpostavile z avtohtonimi živimi bitji nove biotske povezave, ki so pripeljale do izumiranja slednjih. Danes je glavni vidik izumiranja globalno poseganje v biosfero, ki ima za posledico nazadovanje in uničenje ekosistemov velikih razsežnosti.
V zadnjem stoletju so zmanjšanjevanje biotske raznovrstnosti vedno bolj opazovali. Leta 2007 je nemški zvezni okoljski minister Sigmar Gabriel navedel, da bo do leta 2050 izumrlo 30% vseh vrst. Izmed teh grozi izumrtje eni osmini znanih rastlinskih vrst. Nekatere ocene kažejo izgubo do 140.000 vrst na leto. Skoraj vsi znanstveniki na področju biodiverzitete priznavajo, da je stopnja izgube vrst zdaj večja kot kadarkoli v zgodovini človeštva.

### Nazadovanje in izguba habitatov
Habitat je okolje z živo in neživo naravo, v kateri živi osebek, populacija, vrsta ali skupina vrst. Pod ekosistem pa razumemo skupino organizmov v njihovem neživem okolju. Nazadovanje habitata je proces, ki zmanjšuje kakovost habitata. Če habitat za nadaljnji obstoj vrste ni primeren, pa govorimo o izgubi habitata. Kadar se spremeni kakovost večjega števila habitatov, lahko govorimo o nazadovanju ekosistema oz. o izgubi ekosistema. Eden glavnih vzrokov upadanja biotske raznovrstnosti zaradi izgube ekosistemov je uničevanje gozdov. Proces dosega najhujši obseg na območju tropskega deževnega gozda.

### Onesnaževanje
Učinki onesnaževanja so lahko neposredni, v nekaterih primerih pa nastopijo šele po določenem času, ko dosežejo strupeni učinek zaradi akumulacije. Povečana smrtnost je najočitnejši kazalec onesnaževanja. Drugi kazalci onesnaženja so padec odpornosti, dovzetnost za bolezni in zajedavce, zmanjšanje rodnosti, presnovne motnje, itd. Prizadeta populacija postaja manj uspešna in njena gostota začne padati.

## Mehanizmi ohranjanja biotske raznovrstnosti
Varstvo biotske raznovrstnosti se nanaša na vse njene sestavine iz živega in neživega sveta. Neživi del narave je kot življenjski prostor z živim delom neločljivo povezan. Način varstva je za posamezne sestavine specifičen; v primeru varstva osebkov, populacij in genskega materiala je poudarek na neposrednem varstvu vrst (vrstni vidik varstva), v primeru varstva življenjskega prostora in ekosistemov pa na posrednem varstvu vrst prek varstva prostora oziroma območij (prostorski vidik varstva).:

### Pravni okvir ohranjanja in trajnostne rabe biotske raznovrstnosti
V Sloveniji je ohranjanje biotske raznovrstnosti vključeno že v Ustavo kjer so navedena temeljna izhodišča pravne ureditve varstva okolja in ohranjanja narave: 
- državi nalaga skrb za ohranjanje naravnega bogastva,
- določa, da moraja biti zakoni in drugi predpisi v skladu s splošno veljavnimi načeli mednarodnega prava,
- v njej je podlaga za odvzem ali omejitev lastninske pravice na nepremičnini v javno korist,
- določeno je, da je vsakdo dolžan v skladu z zakonom varovati naravne znamenitosti in redkosti.

Ohranjanje biotske raznovrstnosti je urejeno v več zakonih: Zakon o varstvu okolja, Zakon o ohranjanju narave, Zakon o varstvu podzemnih jam in Zakon o zaščiti živali. Pravni okvir trajnostne rabe sestavin biotske raznovrstnosti in krajinske pestrosti pa je urejen v sledečih zakonih: Zakon o gozdovih, Zakon o kmetijstvu, Zakon o kmetijskih zemljiščih, Zakon o semenu in sadikah, Zakon o zdravstvenem varstvu rastlin, Zakon o varstvu novih sort rastlin, Zakon o sladkovodnem ribištvu, Zakon o vodah, Zakon o urejanju prostora .....
Mednarodne konvencije, ki jih je ratificirala tudi Slovenija
- Ramsarska konvencija - konvencija o močvirjih, ki imajo mednarodni pomen, zlasti kot prebivališča močvirskih ptic
- Konvencija o varstvu svetovne kulturne in naravne dediščine
- Konvencija CITES - Konvencijo o mednarodni trgovini z ogroženimi prosto živečimi živalskimi in rastlinskimi vrstami
- Konvencija o varstvu selitvenih vrst prosto živečih živali - (MKVSVPZ)
- Konvencija o biološki raznovrstnosti
- Bernska konvencija - konvencija o ohranjanju prostoživečega evropskega rastlinstva in živalstva ter njunih naravnih življenjskih prostorov
- Evropska konvencija o krajini
- Aarhuška konvencija - konvencija o dostopu do okoljskih informacij, udeležbi javnosti pri okoljskem odločanju in dostopu do pravice pri okoljskih zadevah
- Alpska konvencija - konvencija o varstvu Alp
- Barcelonska konvencija - konvencija o varstvu Sredozemskega morja in obalnega območja

Poleg omenjenih konvencij ima poleg tega Evropska skupnost svoje predpise na področju varstva narave, kot so Direktiva o prostoživečih pticah, Direktiva o habitatih, Uredba o uvozu proizvodov iz kitov in delfinov, Direktiva o kožah tjulnjih mladičev, ....

### Načini ohranjanja biotske raznovrstnosti
- Zavarovana območja so običajno območja z največjo biotsko raznovrstnostjo in krajinsko pestrostjo in so podlaga za celovito ohranjanje. Strožji varstveni ukrepi, ki izključujejo človekovo dejavnost, se uveljavljajo le v strogih naravnih rezervatih in osrednjem območju narodnih parkov.
- Pogodbeno varstvo in skrbništvo je ukrep s katerim se zagotovi ohranitev varovanega območja s sklenitvijo pogodbe na podlagi predhodne ugotovitve, da obstoj tega območja ni neposredno ogrožen. S pogodbenim razmerjem se zagotovi opustitev aktivnosti ali aktivnosti, ki je potrebna za ohranitev kvalitet varovanega območja. Konkreten primer skrbništva v Sloveniji je pri varstvu podzemnih jam (nadzor vstopa, vpisna knjiga, seznanjanje obiskovalcev s predpisanimi varstvenimi režimi ...).[37]
- Država je predkupni upravičenec pri nakupu nepremičnin na zavarovanih območjih, za katera je sprejela akt o zavarovanju. Lastninska ali druga stvarna pravica na nepremičninah se v javno korist lahko odvzame ali omeji, kadar je to potrebno zaradi varstva naravnih vrednot ali doseganja namena ustanovitve zavarovanega območja.[39].
- Nadomestila in spodbude - zavarovana območja so zelo pogosto manj primerna za kmetijsko proizvodnjo, zato so tamkajšnji kmetje upravičeni do podpore za nadaljevanje tradicionalnega načina kmetovanja, ki je ključnega pomena za ohranitev biotske raznovrstnosti in krajinske pestrosti.[38]
- Presoja vplivov na okolje je vrednotenje učinka določenega projekta na okolje.[40] To je upravni postopek, v katerem se ugotovi ali nameravani poseg v okolje, ki predstavlja morebitno nevarnost za okolje lahko povzroči njegovo poškodbo oziroma ali je poseg z vidika njegovih škodljivih vplivov na okolje sploh dopusten.
- Zaradi dejanske ali možne ogroženosti vlada vlada lahko sprejme akt o zavarovanju rastlinskih ali živalskih vrst, določi ukrepe varstva njihovih habitatov, predpiše pravila ravnanja in poseben varstveni režim.[39]
- Oblikovana narava je del narave, ki ga človek preoblikuje z namenom vzgoje, izobraževanja, oblikovanja krajinskih elementov ali katerim drugim namenom in je pomemben zaradi ohranjanja biotske raznovrstnosti.[39] V to kategorijo sodijo botanični, živalski vrtovi in drugi oblikovani ekosistemi.
- Genske banke so nadzorovane ali gojene populacije ali deli živali in rastlin, zlasti semena, trosi, spolne celice in drugi biološki materiali, ki se upravljajo za namene ohranjanja vrst oziroma njihovih genskih skladov.[39] Včasih se uporablja izraz semenska banka ali banka dednine, njihova vsebina izvira iz cele vrste primitivnih vrst in različnosti divjih posevkov. Mednarodna komisija za rastlinske genske vire (The International Board for Plant Genetic Resources-IBPGR), ustanovljena l. 1974, spodbuja zbiranje, dokumentiranje, vrednotenje, shranjevanje in eventualno uporabo genskih virov pomembnih rastlinskih vrst.[41]

### Raziskovanje biotske raznovrstnosti
Konvencija o biotski raznovrstnosti izpostavlja spodbujanje raziskovanja, ki prispeva k ohranjanju biotske raznovrstnosti in trajnostni rabi njenih komponent, ter taksonomskega raziskovanja. Pomembno je tudi povezovanje raziskovanja in strokovnega usposabljanja ljudi. V Sloveniji država podpira raziskovanje biotske raznovrstnosti s financiranjem raziskovalnih kadrov in projektov, npr: Biotska raznovrstnost mikrogliv v vodah solin; Naravna dediščina ogroženih mokriščnih habitatov; Trajnost gozda in biotska raznovrstnost; program Zoološke in speleobiološke raziskave; ...

### Monitoring biotske raznovrstnosti
Monitoring sprememb biotske raznovrstnosti sestavljajo monitoring stanja biotske raznovrstnosti in monitoring pritiskov in odzivov na zmanjševanje biotske raznovrstnosti. Cilji monitoringa so izpopolnitev seznama vrst in populacij, spremljanje stanja biotske raznovrstnosti in vplivov najpomembnejših pritiskov na biotsko raznovrstnost na podlagi sklopa kazalnikov, spremljanje odzivov na zmanjševanje pritiskov (tudi pripravljenost družbe za spreminjanje ustaljenih vedenjskih vzorcev), ter zagotovitev dostopnosti interpretacij zbranih podatkov in po potrebi podatkov samih. Z njim zajamejo ekosisteme in habitatne tipe:
- z veliko pestrostjo, s številnimi endemičnimi ali ogroženimi vrstami,
- ki so nujni za preživetje selitvenih vrst,
- ki so družbenega, gospodarskega, kulturnega ali znanstvenega pomena,
- ki so reprezentativni, enkratni ali povezani s ključnimi evolucijskimi ali drugimi biološkimi procesi.[42]

Kazalniki biotske pestrosti obsegajo kompleks informacij o stanju in trendih bioloških resursov, pritiskih na biotsko pestrost, vplivih teh pritiskov ter odzivih na te pritiske. Nakazujejo napredek v smislu želenega cilja in so pogosto kvantitativna merila, po katerih se lahko ocenjujejo določeni vidiki uspešnosti.